# Aston Rowant
Aston Rowant är en by och civil parish i South Oxfordshire-distriktet i Oxfordshire i England. Byn ligger ca 9,5 km söder om floden Themsen. 2011 var det 793 personer folkbokförda i byn.
Aston Rowants järnvägsstation finns med i 4 filmer:
- The Captive Heart (1946)
- My Brother Jonathan (1947)
- My Brother's Keeper (1948)
- Portrait of Clare (1950)